# Abrasión

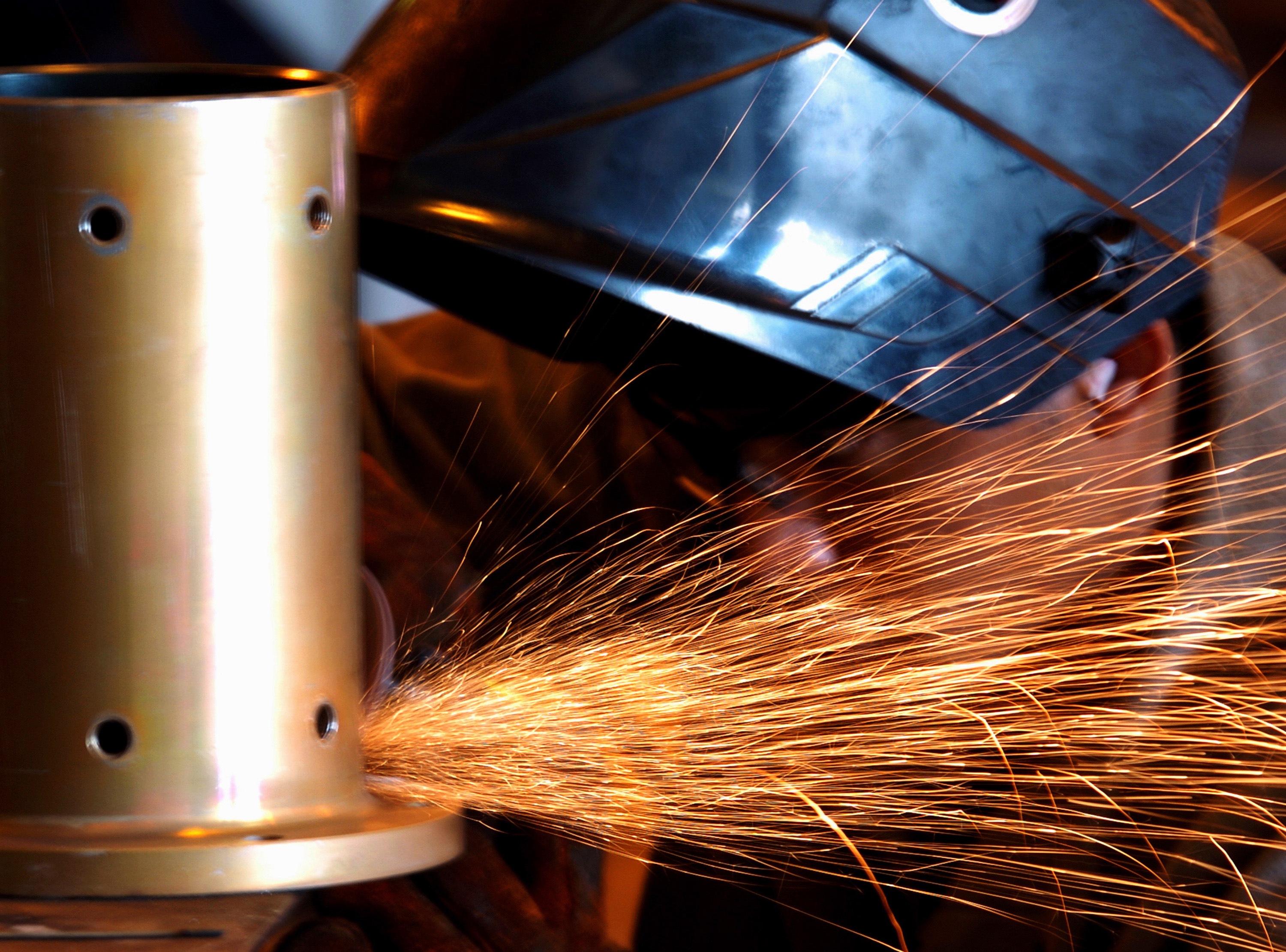
Chispas producidas por abrasión de una pieza metálica.

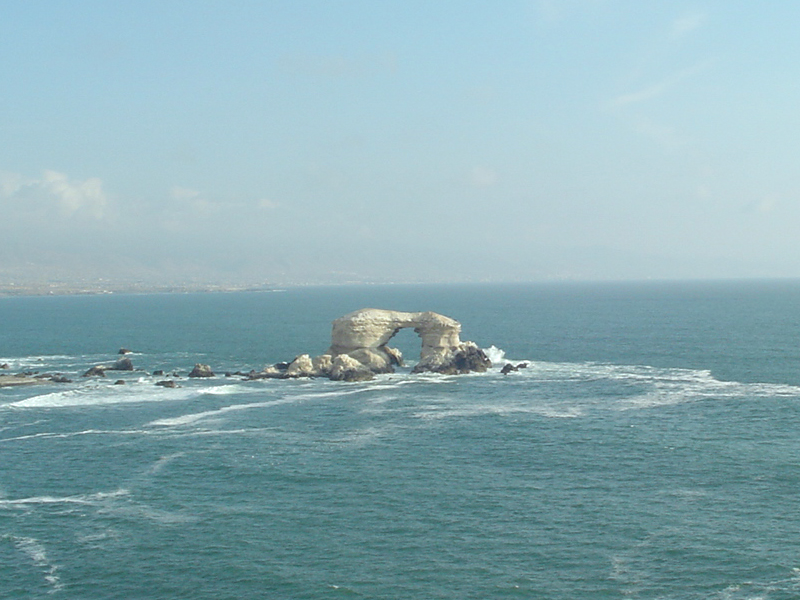
El monumento natural La Portada, en Chile, formado por abrasión marina.

Se denomina abrasión (del lat. abradĕre, "raer") a la acción mecánica de rozamiento y desgaste que provoca la erosión de un material o tejido.
En geología, la abrasión marina es el desgaste causado a una roca por la acción mecánica del agua cargada por partículas procedentes de los derrubios. Es importante, sobre todo, en la formación de costas abruptas. Batidas por el mar, estas retroceden y las rocas desprendidas del acantilado, arrastradas con movimientos de vaivén por las olas, tallan al pie del mismo una plataforma de abrasión que desciende con ligera pendiente hacia el mar.
La abrasión glaciar es la erosión del lecho de un glaciar por los materiales sólidos inclusos en el hielo y arrastrados por el mismo; cuando se trata de granos finos, llamados harina glaciar, la roca del cauce adquiere con el tiempo un pulimento glaciar.